# Katikati
Katikati est une localité de l’île du Nord de la Nouvelle-Zélande.

## Situation
Elle située sur le trajet de la rivière Uretara près d’une crique soumise à la marée, à l’extrémité nord de la Tauranga Harbour et à 28 kilomètres au sud de la ville de Waihi et à 40 kilomètres au nord-ouest de la ville de plus importante de Tauranga.

## Accès
La route State Highway 2/S H 2 (en) passe à travers la ville mais une déviation programmée a commencé à être construite en 2008.

## Histoire
Le secteur de Katikati fut colonisé en 1875 par une population de scots venant d’Irlande et plus particulièrement, venant du Comté de Tyrone, par le biais de l’Ordre d’Orange (en). 
Le village fut établi par l’Irlandais George Vesey Stewart (en), qui fit débarquer 
des colons amenés à bord des bateaux nommés Carisbrook Castle (1875) et Lady Jocelyn (1878).
Les terres sur lesquelles la ville fut construite avaient été confisquées aux Maoris à la suite des guerres maories et furent données aux colons par le gouvernement central. 
La ville fut formée à partir de deux groupes distincts : la partie utilitaire et la partie dite ornementale faisant référence aux défenseurs des fermiers et ceux qui avaient déjà une certaine richesse. 
L’installation tentait de résoudre les premiers problèmes économiques et se développer dans une ville saine, basée autour des activités d’élevage et d’agriculture.

## Caractéristiques
Katikati est connue pour ses nombreuses peintures murales s'étendant sur les murs des constructions commerciales, qui ont débuté dans les années 1990 par projet pour générer l’intérêt touristique pour la ville et le district, bien que les efforts fussent reconnus par l’octroi d’une contribution par la Nouvelle-Zélande : pour la Most Beautiful Small Town, qui récompense les villes de moins de 8 000 habitants en 2005 par la Keep New Zealand Beautiful Society.
Par ailleurs, il y a des sources chaudes à trois kilomètres au sud de la ville de Katikati, vers Sapphire Springs.

## Éducation
- Le fonctionnement de l’école Middle school est assurée par le Katikati College, allant de l'année 7 à 13 [7] ;
- L’école primaire de Katikati school (allant de l’année 1 à 6)[8] ;
- l’école de Matahui Road school (allant de l'année 1 à 8), fournissent l’éducation primaire[9].

L’école de Matahui Road est une école primaire privée, qui fut établie en 1988.
Elle est gérée par le Matahui Road School Charitable Trust.

## Personnalités notables
- Alan Edward Mulgan (en), journaliste, écrivain, et homme de radio
- Bunny Walters (en), chanteur
- Richard O'Brien : acteur, directeur, et producteur